# Kung Fu Rabbit
Kung Fu Rabbit est un jeu vidéo de plates-formes développé par cTools Studio et édité par Bulkypix, sorti en 2012 sur Windows, Wii U, PlayStation 3, Nintendo 3DS, PlayStation Vita, iOS et Android.

## Accueil
- Jeuxvideo.com : 15/20[1]
- Nintendo Life : 7/10[2]